# 25 〜ヴァンサンク〜
「25 〜ヴァンサンク〜」は、2007年3月14日に発売された安倍なつみの1枚目のミニ・アルバム。

## 内容
アルバムタイトルはフランス語の25であり、通算2.5枚目（フル2枚＋ミニ1枚）と25歳の時に発売されたという意味が込められている。
モーニング娘。の頃からのこれまでの歌唱法を意識して変えてレコーディングした。
「スイートホリック」、「甘すぎた果実」の2曲のシングルを収録している。
つんく♂は本作に一切関わっていない。
初めてDVDが同梱されたアルバム。

## カバー
2012年に新垣里沙が『ハロカバ 新垣里沙』にて「25 ～ヴァンサンク～」をカバー。

## 収録曲
1. 愛しき人
  - 作詞：鈴木美穂+西澤貴子／作曲：若林充／編曲：柳沢英樹
2. スイートホリック
  - 作詞・作曲・編曲：BULGE
3. 大人へのエレベーター
  - 作詞：鈴木美穂／作曲：若林充／編曲：柳沢英樹
4. 25 〜ヴァンサンク〜
  - 作詞：西村ちさと／作曲：斎藤悠弥／編曲：前嶋康明
5. くちびるで止めて
  - 作詞：音羽志保／作曲・編曲：菊池達也
6. 月色の光
  - 作詞：MAKI+すぎやまちえこ／作曲・編曲：安岡洋一郎
7. 甘すぎた果実
  - 作詞：BULGE+海老根祐子+古屋真／作曲：迫茂樹／編曲：矢野博康

### 初回限定盤DVD
Live at Shibuya O-East
1. 甘すぎた果実
2. スイートホリック

## 参加ミュージシャン
- 安倍なつみ - コーラス(1,3)
- 柳沢英樹 - 全楽器(1)、ギターを除く全楽器(3)
- BULGE - コーラス&全楽器(2)
- 木村香真良 - ギター(3,5)
- 川村ゆみ - コーラス(4,5,7)
- 前嶋康明 - 全楽器(4)
- 菊池達也 - ギターを除く全楽器(5)
- MAKI - コーラス(6)
- 安岡洋一郎 - 全楽器(6)
- 伊丹雅博 - ギター(7)
- 矢野博康 - ギターを除く全楽器(7)